# 1982-es Formula–1 monacói nagydíj
A monacói nagydíj volt az 1982-es Formula–1 világbajnokság hatodik futama.

## Futam
René Arnoux szerezte meg a pole-t Riccardo Patrese előtt. Őket Giacomelli, Prost és Pironi követte. Prost felzárkózott Patrese mögé, majd megelőzte. Giacomelli az 5. körben technikai hiba miatt kiesett, ekkor Prost már második volt. A 15. körben a vezető Arnoux kicsúszott, így ő is kiállni kényszerült. Prost átvette a vezetést. A verseny végén elkezdett esni, aminek következtében a francia a 74. körben a sikán után a korlátnak ütközött, és kiesett. Ekkor Patrese vette át a vezetést, de egy körrel később a Loews-kanyar előtt kicsúszott. A pályabírók visszatolták az olaszt, mivel autója nagyon veszélyes pozícióban állt. Patrese így folytatni tudta a versenyt, majd a vezető Pironi egyre lassult, míg végül az utolsó körben ki nem fogyott Ferrarijából az üzemanyag. Ugyanez történt nem sokkal előtte Andrea de Cesarisszal is. Patrese így győzött, az olasz nem is tudta, hogy learatta első futamgyőzelmét. Pironit másodikként, de Cesarist harmadikként klasszifikálták. Ez volt az a verseny, amit Murray Walker úgy aposztrofált: „a verseny, amit senki sem akart megnyerni”.
| Helyezés | #  | Versenyző          | Csapat/Motor    | Körök | Idő/Kiesés oka      | Rajthely | Pontszám |
| -------- | -- | ------------------ | --------------- | ----- | ------------------- | -------- | -------- |
| 1        | 2  | Riccardo Patrese   | Brabham-Ford    | 76    | 1:54:11,259         | 2        | 9        |
| 2        | 28 | Didier Pironi      | Ferrari         | 75    | Kifogyott üzemanyag | 5        | 6        |
| 3        | 22 | Andrea de Cesaris  | Alfa Romeo      | 75    | Kifogyott üzemanyag | 7        | 4        |
| 4        | 12 | Nigel Mansell      | Lotus-Ford      | 75    | + 1 kör             | 11       | 3        |
| 5        | 11 | Elio de Angelis    | Lotus-Ford      | 75    | + 1 kör             | 15       | 2        |
| 6        | 5  | Derek Daly         | Williams-Ford   | 74    | Baleset             | 8        | 1        |
| 7        | 15 | Alain Prost        | Renault         | 73    | Kicsúszás           | 4        |          |
| 8        | 4  | Brian Henton       | Tyrrell-Ford    | 72    | + 4 kör             | 17       |          |
| 9        | 29 | Marc Surer         | Arrows-Ford     | 70    | + 6 kör             | 19       |          |
| 10       | 3  | Michele Alboreto   | Tyrrell-Ford    | 69    | Felfüggesztés       | 9        |          |
| Kiesett  | 6  | Keke Rosberg       | Williams-Ford   | 64    | Ütközés             | 6        |          |
| Kiesett  | 8  | Niki Lauda         | McLaren-Ford    | 56    | Motorhiba           | 12       |          |
| Kiesett  | 1  | Nelson Piquet      | Brabham-BMW     | 49    | Turbó               | 13       |          |
| Kiesett  | 7  | John Watson        | McLaren-Ford    | 35    | Műszaki hiba        | 10       |          |
| Kiesett  | 9  | Manfred Winkelhock | ATS-Ford        | 31    | Differenciálmű      | 14       |          |
| Kiesett  | 26 | Jacques Laffite    | Ligier-Matra    | 29    | Meghajtás           | 18       |          |
| Kiesett  | 25 | Eddie Cheever      | Ligier-Matra    | 27    | Olajszivárgás       | 16       |          |
| Kiesett  | 10 | Eliseo Salazar     | ATS-Ford        | 22    | Mechanikai hiba     | 20       |          |
| Kiesett  | 16 | René Arnoux        | Renault         | 14    | Kicsúszás           | 1        |          |
| Kiesett  | 23 | Bruno Giacomelli   | Alfa Romeo      | 4     | Féltengely          | 3        |          |
| NK       | 30 | Mauro Baldi        | Arrows-Ford     |       |                     |          |          |
| NK       | 33 | Jan Lammers        | Theodore-Ford   |       |                     |          |          |
| NK       | 17 | Jochen Mass        | March-Ford      |       |                     |          |          |
| NK       | 35 | Derek Warwick      | Toleman-Hart    |       |                     |          |          |
| NK       | 31 | Jean-Pierre Jarier | Osella-Ford     |       |                     |          |          |
| NK       | 14 | Roberto Guerrero   | Ensign-Ford     |       |                     |          |          |
| NeK      | 36 | Teo Fabi           | Toleman-Hart    |       |                     |          |          |
| NeK      | 32 | Riccardo Paletti   | Osella-Ford     |       |                     |          |          |
| NeK      | 18 | Raul Boesel        | March-Ford      |       |                     |          |          |
| NeK      | 20 | Chico Serra        | Fittipaldi-Ford |       |                     |          |          |
| NeK      | 19 | Emilio de Villota  | March-Ford      |       |                     |          |          |

## A világbajnokság élmezőnyének állása a verseny után
| H  | Versenyzők       | Pont | H  | Konstruktőrök | Pont |
| -- | ---------------- | ---- | -- | ------------- | ---- |
| 1. | Alain Prost      | 18   | 1. | McLaren-Ford  | 29   |
| 2. | John Watson      | 17   | 2. | Renault       | 22   |
| 3. | Didier Pironi    | 16   | 3. | Ferrari       | 22   |
| 4. | Keke Rosberg     | 14   | 4. | Williams-Ford | 21   |
| 5. | Riccardo Patrese | 13   | 5. | Brabham-Ford  | 15   |
| 6. | Niki Lauda       | 12   | 6. | Lotus-Ford    | 14   |

## Statisztikák
Vezető helyen:
- René Arnoux: 14 (1-14)
- Alain Prost: 59 (15-73)
- Riccardo Patrese: 2 (74 / 76)
- Didier Pironi: 1 (75)

Riccardo Patrese 1. győzelme, 1. leggyorsabb köre, René Arnoux 12. pole-pozíciója.
- Brabham 27. győzelme.